# Mike Ireland
Michael "Mike" Ireland, född 3 januari 1974 i Winnipeg, Manitoba, Kanada, är en kanadensisk skridskoåkare som enbart tävlar på de kortare distanserna, 500 meter samt 1000 meter. Han satte nytt världsrekord på 1000 meter den 3 mars 2001 med tiden 1:08:34. Rekordet blev endast en vecka senare slaget av hans landsman Jeremy Wotherspoon. Ireland har även vunnit VM-guld i sprint 2001 samt tagit brons på samma distans år 2000, 2002 samt 2004.